# منطقة مركز حمص
منطقة حمص منطقة سورية إدارية تتبع محافظة حمص ومركزها مدينة حمص، بلغ تعداد سكان المنطقة 945,299 نسمة حسب التعداد السكاني لعام 2004.

## نواحي منطقة حمص
- ناحية مركز حمص
- ناحية حسياء
- ناحية خربة تين نور
- ناحية الرقاما
- ناحية شين
- ناحية صدد
- ناحية مهين
- ناحية عين النسر
- ناحية الفرقلس
- ناحية القريتين